# Bernhard Lang (Theologe)
Bernhard Lang (* 12. Juli 1946 in Stuttgart) ist ein deutscher römisch-katholischer Theologe. Er ist nicht zu verwechseln mit dem Stuttgarter evangelischen Theologen Bernhard Lang (* 1936).

## Leben
Lang wuchs in Stuttgart auf, wo er stark von Stadtpfarrer Ernst Hofmann geprägt wurde. Nach seinem Abitur studierte er Theologie, Semitistik, Altorientalistik, Ägyptologie und Ethnologie an der Universität Tübingen und der Universität Münster sowie an der École biblique in Jerusalem, der École des Hautes Études in Paris und an der London School of Economics. Er wurde 1975 an der Universität Tübingen zum Dr. theol. promoviert. 1977 folgte die Habilitation an der Universität Freiburg im Breisgau. Von 1977 bis 1982 war er Professor für Antikes Judentum in Tübingen und von 1982 bis 1985 Professor für Altes Testament an der Universität Mainz. Von 1985 bis zu seiner Emeritierung 2011 wirkte er als Professor für Altes Testament an der Universität Paderborn.
Gastprofessuren hatte Lang 1982 in Philadelphia, 1991 an der École des Hautes Études en Sciences Sociales in Paris, 2010 an der École des Hautes Études in Paris. 1992/1993 war er als Professeur associé Vertreter des Lehrstuhls für Histoire des religions et anthropologie religieuse an der Sorbonne. Von 1999 bis 2003 war er Professor of Old Testament and Religious Studies an der University of St. Andrews.
2008 erhielt Lang die Ehrendoktorwürde der dänischen Universität Aarhus und wurde dort im Jahr 2010 zum Honorarprofessor ernannt. 2011 unterzeichnete Lang das Memorandum Kirche 2011: Ein notwendiger Aufbruch.

## Veröffentlichungen (Auswahl)
- Wie wird man Prophet in Israel? Aufsätze zum Alten Testament. Patmos, Düsseldorf 1980, ISBN 3-491-77377-6.
- als Herausgeber: Der einzige Gott. Die Geburt des biblischen Monotheismus. Kösel, München 1981, ISBN 3-466-20216-7.
- mit Colleen McDannell: Der Himmel. Eine Kulturgeschichte des ewigen Lebens (= Edition Suhrkamp. Bd. 1586). Suhrkamp, Frankfurt am Main 1990, ISBN 3-518-11586-3. Orig.: Heaven. A History. Yale University Press, London, New Haven 1988.
- Die Bibel. Eine kritische Einführung. Schöningh, Paderborn 1990, ISBN 3-8252-1594-6; 2. Auflage 1994, ISBN 3-506-99409-3.
- Die Bibel neu entdecken. Drewermann als Leser der Bibel. Kösel, München 1995, ISBN 3-466-20393-7.
- Heiliges Spiel. Eine Geschichte des christlichen Gottesdienstes. Beck, München 1998, ISBN 3-406-44075-4.
- Jahwe, der biblische Gott. Ein Porträt. Beck, München 2002, ISBN 3-406-48713-0.
- Die Bibel. Fischer, Frankfurt am Main 2004, ISBN 3-596-16126-6.
- Joseph in Egypt: A Cultural Icon from Grotius to Goethe. Yale University Press, London 2009, ISBN 978-0-300-15156-5.
- Jesus, der Hund. Leben und Lehre eines jüdischen Kynikers. Beck, München 2010, ISBN 978-3-406-60629-8.
- Die 101 wichtigsten Fragen. Die Bibel. Beck, München 2013, ISBN 978-3-406-65299-8.
- mit Anton Grabner-Haider: Was bleibt vom christlichen Glauben? Glaubenskulturen im 21. Jahrhundert. Schöningh, Paderborn 2015, ISBN 978-3-506-78218-2.
- Philo von Alexandria: Das Leben des Politikers oder Über Josef. Eine philosophische Erzählung. Übersetzt und eingeleitet von Bernhard Lang. Vandenhoeck & Ruprecht, Göttingen 2017, ISBN 978-3-647-53468-8.
- Religion und Literatur in drei Jahrtausenden. Hundert Bücher. Schöningh, Paderborn 2018, ISBN 978-3-506-79227-3.
- Himmel, Hölle, Paradies. Jenseitswelten von der Antike bis heute. Beck, München 2019, ISBN 978-3-406-74241-5.
- Sprüche der Väter. Das Weisheitsbuch im Talmud. Reclam, Stuttgart 2020, ISBN 978-3-15-014042-0.
- Martin Buber: Ich und Du. Mit einem Nachwort und Anmerkungen von Bernhard Lang. Reclam, Ditzingen 2021, Reclams Universal-Bibliothek 14171, ISBN 978-3-15-014171-7.
- Thomas von Kempen: Von der Nachfolge Christi. Die Weisheit des mittelalterlichen Klosters. Übersetzt und herausgegeben von Bernhard Lang. Reclam, Ditzingen 2022, Reclams Universal-Bibliothek 14239, ISBN 978-3-15-014239-4. Neuübersetzung, Kommentar, Glossar, Rezeptionsgeschichte.
- Handbook of the Vulgate Bible and Its Reception: Annotated Bibliography – Latin Glossary – Textual Notes. The Vulgate Institute, Chur 2023 = Vulgata in Dialogue, Zweite Sonderausgabe 2023, ISSN 2504-5156. Open access: https://vulgata-dialog.ch